# Nadine Angerer
Nadine Marejke Angerer (født 10. november 1978) er en tysk tidligere fodboldspiller, der spillede som målmand, og nuværende målmandtræner for Portland Thorns. 

## Karriere
Hun spillede bl.a. for Frauen-Bundesliga klubberne FC Bayern München, Turbine Potsdam (her vandt hun UEFA Women's Cup i 2005) og FFC Frankfurt. I 2008 spillede hun for Djurgårdens IF i den svenske Damallsvenskan og så var hun i to perioder udlejet til Brisbane Roar i Australian W-League i 2013 og 2014, før hun sluttede sin aktive fodboldkarriere som spiller med Portland Thorns FC i den amerikanske National Women's Soccer League (NWSL). Gennem hendes lange karriere var Angerer anerkendt som en af verdens bedste kvindelige fodboldmålmænd.

## Hæder

### Klub
Turbine Potsdam
- UEFA Women's Cup: Vinder 2004–05
- Bundesliga: Vinder 2003–04, 2005–06
- Frauen DFB Pokal: Vinder 2003–04, 2004–05, 2005–06

1. FFC Frankfurt
- Frauen DFB Pokal: Vinder 2010–11

### International
- Verdensmesterskabet: Vinder  2003, 2007
- Europamesterskabet: Vinder 1997, 2001, 2005, 2009, 2013
- Olympisk bronzemedalje: 2000, 2004, 2008
- Algarve Cup: Vinder 2006, 2014

### Individuel
- FIFA Women's World Cup All-Star Team: 2007, 2015
- Verdens bedste fodboldmålmand: 2007
- Silbernes Lorbeerblatt
- EM i fodbold - Turneringens trup: 2013
- EM i fodbold - Turneringens bedste spiller: 2013
- UEFA Best Women's Player in Europe Award: 2013
- Årets fodboldspiller (FIFA): 2013